# Lucy Salani
Lucy Salani, född 12 augusti 1924 i Fossano, död 22 mars 2023 i Bologna, var en italiensk aktivist och den enda kända italienska transgenderpersonen som överlevde ett koncentrationsläger i Nazityskland.
Lucy föddes i Fossano och växte upp i Bologna. Hon var en homosexuell man innan hon senare i livet genomförde könsbekräftande kirurgi. Hon var antifascist och deserterade både från den fascistiska italienska armén och den nazityska armén under andra världskriget innan hon blev tillfångatagen och deporterades till koncentrationslägret Dachau år 1944 där hon blev kvar tills amerikanska trupper fritog lägret i april 1945. Hon bodde sedan i Rom, Turin, Paris och London innan hon återvände till Bologna under 1980-talet och tillbringade resten av sitt liv där.
Under 2010-talet gjorde författaren och regissören Gabriella Romano en biografi och en dokumentär om henne.